# هارافيسنيس
هارافيسنيس (بالفرنسية: Haravesnes)‏ هي بلدية تقع في إقليم باد كاليه من منطقة نور با دو كاليه في شمال فرنسا. تبلغ مساحة هذه المدينة 2.4 (كم²)، وترتفع عن سطح البحر 108 م، يبلغ عدد سكانها 36 نسمة حسب إحصاء المعهد الوطني للإحصاء والدراسات الاقتصادية سنة 2009 م. وترأس Claude Cordonnier البلدية خلال فترة (2008-2014).